# Dorine und der Zufall
Dorine und der Zufall ist ein österreichisches Stummfilmlustspiel aus dem Jahre 1928 von Fritz Freisler, gestaltet nach dem gleichnamigen Bühnenstück von Fritz Grünbaum und Wilhelm Sterk.

## Handlung
Emanuel, Robert und Paul sind drei unzertrennliche Freunde, deren Beziehung zueinander eines Tages aufgrund einer jungen, kapriziösen US-Amerikanerin schwer auf die Probe gestellt wird. Dieses Girl heißt Dorine und ist Tochter eines schwerreichen Mannes, der seiner Tochter offensichtlich jeden Wunsch von den Augen abliest. Als erster der drei jungen Männer lernt Ingenieur Emanuel das wirbelwindige Mädchen kennen. Sie ist mit ihrem Auto in der Gebirgslandschaft unterwegs, wo Emanuel gerade Vermessungsarbeiten durchführt. Da touchiert die flotte Dorine erst seinen Apparat und fährt dann auch noch gegen einen Baum. Man freundet sich an und verbringt einen vergnüglichen Abend in einem Kurhotel. Kurz darauf will die abenteuerlustige Amerikanerin ihre Fahrt kreuz und quer durch Europa fortsetzen.
Der Zufall führt Dorine in der nächstgrößeren Stadt erneut mit Emanuel zusammen, als alle beide in ein und derselben Pension nächtigen. Diesmal hat der Ingenieur seine zwei Freunde Robert und Paul dabei, und als sich Emanuel und Dorine im Überschwang des Wiedersehens küssen, entsteht der Eindruck, dass Dorine die neue Freundin Emanuels sein müsse. Gemeinsam besuchen die beiden eine Bar, doch Emanuel muss wegen unverschiebbarer Termine vorzeitig gehen und lässt Dorine im Beisein Anderer zurück. Beschwipst kehrt die Amerikanerin allein in die Pension zurück, torkelt den Gang entlang und steigt versehentlich durch die offene Tür in das Apartment der drei Freunde ein, wo sich gerade lediglich Robert aufhält. Der ist mehr als erfreut angesichts des reizenden Besuchs. Emanuel hat derweil den Zug, der ihn zu dem Termin bringen sollte, verpasst und kehrt in die Unterkunft zurück, wo er Dorine mit Robert zusammensieht. Der Ingenieur glaubt generell nicht an Zufälle und verlangt angesichts dieser in seinen Augen kompromittierenden Situation, dass Robert um Dorines Hand anhalten müsse.
Dorine mietet sich daraufhin eine eigene Villa. Paul, der jüngste und dritte im Bunde, schickt derweil Dorine tagtäglich Blumen dorthin, um gleichfalls sein Interesse an der flotten Amerikanerin zu bekunden. Ein erneuter Zufall führt nun dazu, dass sich eines Nachts alle drei Freunde in Dorines neuer Bleibe einfinden. Sie sind der Meinung, dass das Girl mit ihnen spielt und sie an der Nase herumführt. Dorine ist mal wieder unterwegs, und die drei Männer nehmen sich vor, enttäuscht das Mädchen vergessen zu wollen. Stattdessen beginnen Emanuel, Robert und Paul wieder etwas gemeinsam zu unternehmen und gehen zusammen auf einen Maskenball. Dort begegnet Emanuel einer jungen Dame, die er für Dorine mit Maske hält. Doch es handelt sich bei der Unbekannten lediglich um Dorines Zofe. Jetzt begreift Emanuel, der Zufallsungläubige, dass es durchaus Zufälle gibt. Er und Dorine finden wieder zusammen und beschließen, zu heiraten.

## Produktionsnotizen
Dorine und der Zufall, Untertitel Jung, reich und schön, wurde am 12. Oktober 1928 in Wien uraufgeführt. Der Film besaß eine Länge von 2740 Metern, verteilt auf sechs Akte.
Hans Ledersteger entwarf die Filmbauten.

## Wissenswertes
Die Darstellerin der Haupt- bzw. Titelrolle, die New Yorkerin Fay Marbé (1899–1986), war eine US-amerikanische Tänzerin, Sängerin, Entertainerin und Stummfilmdarstellerin, die es jedoch selbst in ihrem Heimatland zu keiner größeren Bekanntheit gebracht hatte. Die Dorine in diesem österreichischen Film war ihr bedeutendster Leinwandpart.

## Kritiken
Die Österreichische Film-Zeitung schrieb: „Das Sujet … bot dem Regisseur Fritz Freisler eine Fülle von Bildwirkungsmöglichkeiten, die in weitestgehendem Maße ausgenützt und durch verschiedene äußerst originelle und effektvolle Einfälle ergänzt wurden. Freisler hält durchgehends die feine Lustspielnote ein und arbeitet mit Finessen, durch die er den pikanten Unterton der Handlung in überaus reizvoller, unaufdringlicher Form immer wieder in den Vordergrund zu schieben weiß.“
Der deutsche Starkritiker Siegfried Kracauer sah den Streifen und vor allem die Leistung der Hauptdarstellerin deutlich kritischer: „Fay Marbé glänzt in schönen Toiletten (sonst ist sie ziemlich unerträglich)“